# Sajón antiguo

El antiguo Ducado de Sajonia, hacia el año 1000), donde el sajón antiguo era la lengua principal.

Sajón antiguo, también conocido como bajo alemán antiguo, es una lengua germánica. Es la forma registrada más temprana del bajo alemán, y está documentada entre el siglo VIII y el siglo XII, fecha a partir de la cual se inicia el bajo alemán medio. Se hablaba en las costas noroccidentales de Alemania y Dinamarca habitadas por el pueblo sajón. Está relacionado con el anglofrisio antiguo (frisio antiguo, inglés antiguo), participando parcialmente de la ley de aspiración nasal ingvaeónica. Muy probablemente era inteligible con el antiguo anglosajón. También está relacionado con el antiguo bajo franconio ("antiguo holandés").
Han sobrevivido solo unos pocos textos, predominantemente en votos bautismales que se exigían a los sajones a instancias de Carlomagno. El único texto literario que se conserva es Heliand. Hacia el siglo XII el sajón antiguo había evolucionado considerablemente, dando lugar a lo que actualmente se llama bajo alemán medio o sajón medio.

## Fonología
El antiguo sajón se diferencia del antiguo alto alemán por no compartir las isoglosas correspondientes a la segunda mutación consonántica germánica, por esa razón conserva como p, t, k consonantes que en alto alemán pasaron a ser fricativas o africadas.
Los diptongos germánicos ai, au sistemáticamente dieron en antiguo sajón ē, ō, frente al antiguo alto alemán donde aparecen como ei, ou y solo ocasionalmente ē, ō dependiendo de la consonante siguiente. Entre las lenguas germánicas occidentales el antiguo sajón es la única que conserva la consonante protogermánica -j- tras consonante, como en hēliand 'salvador', frente al alto alemán antiguo heilant, el anglosajón hǣlend (aunque la -j continua en gótico háiljands). El umlaut germánico solo se da con una a breve, y con numerosos casos de inconsistencia: hebbean o habbian 'haber, tener' (anglosajón, hebban).

## Textos o fragmentos
Entre los textos conocidos están:
- Heliand
- Fragmento del Génesis
- Trierer Blutsegen
- Wurmsegen
- Spurihalz
- Voto baptismal en Sajón Antiguo
- Comentario de salmos
- Penitencia
- Sermón de Beda
- Credo
- Essener Heberegister